# 張天然
張天然（1889年8月15日—1947年9月29日）本名奎生，字光璧，道號天然，又號天然子，又稱弓長祖，山東濟寧人，一貫道祭祀儀軌及教義重要奠定者，尊稱師尊，又尊其夫人孫慧明為「第十八代祖師」（張為弓長祖，孫為子系祖）。他被一貫道認為是濟公活佛分靈倒裝降世，故又稱濟公老師，且於他逝世後證得果位天然古佛。

## 早年
張天然于清德宗光緒十五年夏曆七月十九日（即1889年8月15日）出生於山東濟寧南鄉雙劉店的一戶小康之家。自幼时接受思想教育，21岁时(宣統二年)曾經随姑夫離開家鄉出外到南京與上海，擔任過清軍的低階軍官。民国5年（1916年）拜第十七代祖路中一為師，為路中一的代傳人，張天然四處傳教，經考拔後成为保恩級的八大弟子（郝寶山、褚敬福、梁兆功、趙懷中、陳禮月、鄭振昌、聶錫鈞、張天然）之一。八大弟子之中，以張天然的年紀最輕。路中一逝世於1925年，逝世之後，道務由他的妹妹路中節繼續掌道六年。
民國19年（1930年）7月10日（夏曆六月十五日）在單縣的八卦爐會揭示「聖訓」中（扶鸞），弓長師尊與子系師母同奉老母命，開始三曹大開普渡（按一貫道的說法，三曹為人、鬼、仙，亦即一貫道能渡人、渡鬼、渡仙），師尊師母同被尊為「道統」中的第十八代祖師；但此事卻不受路中一其餘七位弟子 (郝寶山、褚敬福、梁兆功、趙懷中、陳禮月、鄭振昌、聶錫鈞)的承認，最終只有張天然派的一貫道發展流傳。

## 正式傳道
1930年，張天然以山東濟南的「佛壇」「崇華壇」為基地，開始傳道，首位徒弟叫做宿子臻。1932年又建立东南西北四座佛壇，渡化了不少信眾，這些信眾成了他日後傳道的徒弟。一貫道在這段時期迅速散布華北。
1934年，其又在天津開新壇作為新基地，並於1937年在該地設立總壇，兩年後頒布一貫道重要經典《暫定佛規》，在其內載入師父路中一的生日、忌日。
1947年農曆八月十五日中秋，逝世於四川成都一貫道總壇，遺體由一貫道點傳師、司法院法規委員王伊文，商請時任司法院院長居正協助，租飛機運至上海，並於杭州下葬。墓築於杭州西湖畔。
張天然逝世後，一貫道分裂為三派: 一派以張天然大夫人劉率真和兒子張英譽為首，教內稱「師兄派」；一派以張天然二夫人孫慧明為首，稱「師母派」；山西一貫道壇主薛洪自成一派，目前全球一貫道，僅存由孫慧明派的有流傳，其餘兩派於文化大革命期間失傳。

## 身后
1949年中華人民共和國成立后，中国共產黨发动镇反运动，對民間宗教多列為「反動教門」并进行取缔。1949年，張天然之妻劉率贞(張天然妻室:劉率貞、孫慧明及朱氏三人)在山东青岛被捕。次年4月，孫慧明在天道弟子保護下，由四川轉赴英屬香港避難，9月則冒險以参加“归国华侨参观团”，秘密巡视天津、北京、济南、南京、上海天道弟子遭迫害情形，並宣布道內放棄神像，不設佛壇，以躲避查緝。